# قائد جناح
قائد الجناح (مجموعة العمل القائد في سلاح الجو الملكي البريطاني، و سلاح الجو والقوات الجوية الملكية الأسترالية) هو أحد كبار رتب الضباط المكلفيين في بريطانيا سلاح الجو الملكي والقوات الجوية في كثير من البلدان التي فيها نفوذ بريطاني تاريخي، بما في ذلك العديد من دول الكومنولث ولكن ليس بما في ذلك كندا (منذ التوحيد) وجنوب إفريقيا. يتم استخدامه أحيانًا كترجمة باللغة الإنجليزية كرتبة معادلة في البلدان التي لديها بنية رتب غير تابعة للقوات الجوية الإنجليزية. انها تحتل المرتبة مباشرة فوق قائد السرب وتحت قائد الفريق مباشرة.  ورمز تصنيف الناتو OF-4، وهو ما يعادل القائد في البحرية الملكية والملازم أول في الجيش البريطاني وقوات المارينز الملكية والجيش الأمريكي والقوات الجوية ومشاة البحرية.

## استعمال

شارة قائد الجناح / الكتف على ظهر الجناح
شارة فوضى لقائد جناح سلاح الجو الملكي البريطاني
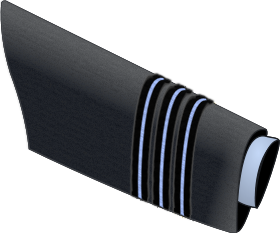
كم قائد الجناح سلاح الجو الملكي البريطاني على الزي الرسمي رقم 1 خدمة اللباس